# Letterbox

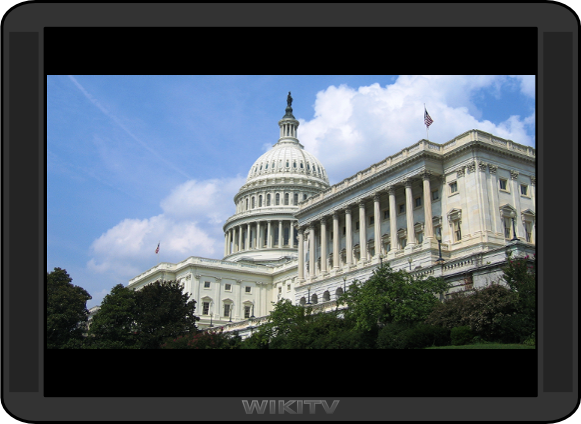
Een letterboxed afbeelding

Letterbox (Engels: brievenbus) is een benaming die wordt gegeven aan de techniek die gebruikt wordt om breedbeeldfilms af te beelden op een scherm met een kleinere hoogte-breedteverhouding (bijv. een 16:9 film op een 4:3 scherm). Om het complete brede beeld correct op zo'n scherm af te beelden, wordt de breedte aangepast op de breedte van het scherm. Als gevolg daarvan is de hoogte van het beeld kleiner dan de hoogte van het scherm, wat resulteert in zwarte balken boven en onder in het beeld. Daarmee lijkt het geprojecteerde beeld op een smalle sleuf zoals een brievenbus: de letterbox.
Een andere toepassing is het verkrijgen van 'nep-breedbeeld'. Bijvoorbeeld wanneer men op 4:3 (=1,33:1, het beeld is dus 1,33 maal zo breed als hoog) draait, is het mogelijk door toevoeging van zwarte balken boven en onder in het beeld een breedbeeldeffect te krijgen. Het signaal is echter nog steeds niet 16:9 (1,78:1), want het zwart is onderdeel van het 4:3-signaal. Dit kan men zien bij uitzendingen waarbij het logo of de ident van een zender zich wel of niet in de zwarte balk bevindt.
Het omgekeerde van letterbox is pillarbox, hetgeen een zwarte balk links en rechts van het beeld op het scherm veroorzaakt.